# Patrick Depailler

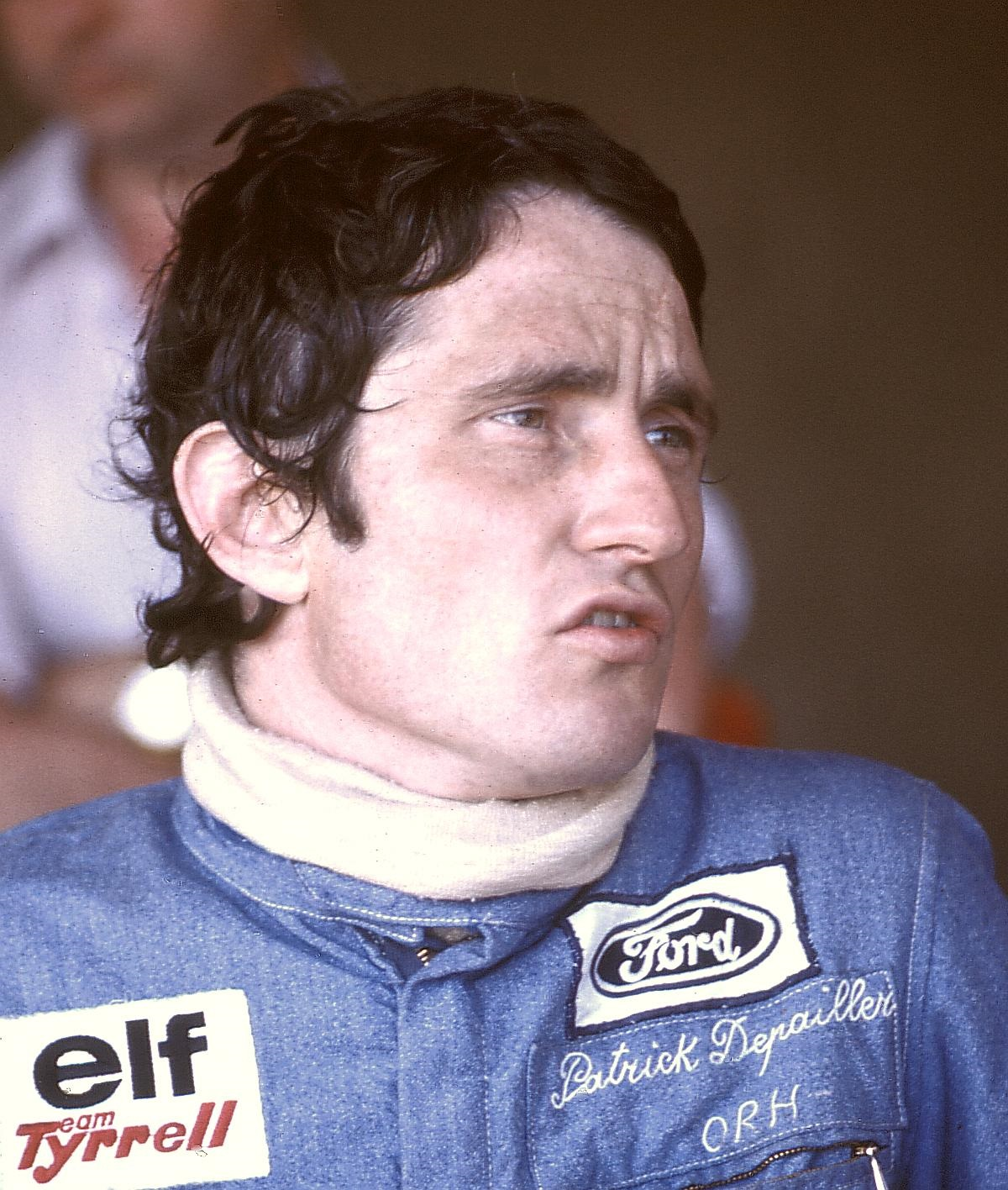
Patrick Depailler in 1975

Patrick André Eugène Joseph Depailler (Clermont-Ferrand, 9 augustus 1944 – Hockenheim, 1 augustus 1980) was een Frans Formule 1-coureur.
Hij startte in 1972 en tussen 1974 en 1980 in totaal 95 Grands Prix voor de teams Tyrrell Racing, Ligier en Alfa Romeo. Hij behaalde 1 pole position (de Grand Prix van Zweden van 1974) en behaalde twee overwinningen (de Grand Prix van Monaco van 1978 en de Grand Prix van Spanje van 1979). Hij stierf na een ernstig ongeluk in 1980 op het circuit van Hockenheimring.